# Distrikt Bukomansimbi
Bukomansimbi ist ein Distrikt in Zentraluganda. Die Hauptstadt des Distrikts ist Bukomansimbi. 

## Lage
Der Distrikt Bukomansimbi grenzt im Norden an den Distrikt Gomba, im Osten an den Distrikt Kalungu, im Südosten an den Distrikt Masaka, im Südwesten an den Distrikt Lwengo und im Nordwesten an den Distrikt Sembabule.

## Geschichte
Der Distrikt Bukomansimbi entstand 2009 aus Teilen des Distrikts Masaka.

## Demografie
Die Bevölkerungszahl wird für 2020 auf 156.600 geschätzt. Davon lebten im selben Jahr 6,4 Prozent in städtischen Regionen und 93,6 Prozent in ländlichen Regionen.
| Zensusjahr | Einwohnerzahl |
| ---------- | ------------- |
| 1994       | 126.549       |
| 2002       | 139.556       |
| 2014       | 151.413       |